# Arari
Arari est une municipalité brésilienne située dans l'État du Maranhão.